# Enterowirusy
Enterowirusy – rodzaj wirusów ssRNA(+) wywołujących choroby u ssaków, w tym także u ludzi. Enterowirusy są najczęstszym czynnikiem sprawczym aseptycznego zapalenia opon mózgowo-rdzeniowych, którego przebieg może zagrażać życiu u noworodków i osób z immunosupresją.
Do rodzaju enterovirus należy trzynaście gatunków:
- enterowirus A (dawniej ludzki enterowirus A)
- enterowirus B (dawniej ludzki enterowirus B)
- enterowirus C (dawniej ludzki enterowirus C)
- enterowirus D (dawniej ludzki enterowirus D)
- enterowirus E (dawniej enterowirus A bydła)
- enterowirus F (dawniej enterowirus B bydła)
- enterowirus G (dawniej świński enterowirus B)
- enterowirus H (dawniej małpi enterowirus A)
- enterowirus I
- enterowirus J
- rinowirus A
- rinowirus B
- rinowirus C